# Woot (band)
WOOT is een Nederlandse rockband uit Den Haag. De band speelt alternatieve rock met invloeden van psychedelische rock uit de jaren 60. WOOT heeft op diverse festivals gespeeld waaronder SXSW 2010. De band won in 2011 de Grote Prijs van Nederland in de categorie rock/alternative. Op 7 juni 2015 werd WOOT benoemd tot 3FM Serious Talent.

## Discografie

### Album
- #1, 2009 (eigen beheer)

### Ep's
- Son of a, 2011
- JUNO, 2016

### Singles
- Don't you, 2015